# Episodi di Creature grandi e piccole (prima stagione)
La prima stagione della serie televisiva Creature grandi e piccole è stata trasmessa in anteprima nel Regno Unito dalla BBC tra l'8 gennaio 1978 e il 14 aprile 1978.
| nº | Titolo originale        | Titolo italiano | Prima TV UK      | Prima TV Italia |
| -- | ----------------------- | --------------- | ---------------- | --------------- |
| 1  | Horse Sense             |                 | 8 gennaio 1978   |                 |
| 2  | Dog Days                |                 | 15 gennaio 1978  |                 |
| 3  | It Takes All Kinds      |                 | 22 gennaio 1978  |                 |
| 4  | Calf Love               |                 | 29 gennaio 1978  |                 |
| 5  | Out of Practice         |                 | 5 febbraio 1978  |                 |
| 6  | Nothing Like Experience |                 | 12 febbraio 1978 |                 |
| 7  | Golden Lads and Girls   |                 | 19 febbraio 1978 |                 |
| 8  | Advice & Consent        |                 | 26 febbraio 1978 |                 |
| 9  | The Last Furlong        |                 | 5 marzo 1978     |                 |
| 10 | Sleeping Partners       |                 | 12 marzo 1978    |                 |
| 11 | Bulldog Breed           |                 | 19 marzo 1978    |                 |
| 12 | Practice Makes Perfect  |                 | 7 aprile 1978    |                 |
| 13 | Breath of Life          |                 | 14 aprile 1978   |                 |